# أنابوليس (البرازيل)
أنابوليس هي بلدية في البرازيل، تتبع غوياس، بلغ عدد سكانها 288,085  نسمة في 2000، تبلغ مساحتها 918,375,000 متر مربع، رمزها البريدي هو 75000-000.

## الموقع
تشترك في الحدود مع:
- Goianápolis [الإنجليزية]‏
- Petrolina de Goiás [الإنجليزية]‏
- بيرونوبوليس
- Campo Limpo de Goiás [الإنجليزية]‏
- Nerópolis [الإنجليزية]‏
- Ouro Verde de Goiás [الإنجليزية]‏
- Abadiânia [الإنجليزية]‏.

## مدن توأم
المدن التوأم:
- لوبلين.

## أعلام
- ديرلي
- فيليبي كيمارايس
- لوكاس أوليفيرا
- ماورو مينديز
- لوسيانو دا روشا نيفيز